# Olle Knutsson
Lars Olof (Olle) Knutsson, född 22 mars 1916 i Vreta klosters socken, Östergötlands län, död 4 december 1993 i Linköping, var en svensk militär.

## Biografi
Knutsson blev fänrik i Flygvapnet 1939, löjtnant 1941, kapten 1946, major 1951, överstelöjtnant 1956 och överste 1960. Han genomgick signalofficerskurs 1941, Flygkrigshögskolans (FKHS) stabskurs 1946-47, School of Land-Air Warfare i England 1950. Han genomförde trupptjänst 1939-1946, var adjutant vid 1:a eskaderstaben 1946-1951, stabschef där 1951, var utbildningsofficer vid Hallands flygflottilj (F 14) i Halmstad 1953-1960, blev chef för Hälsinge flygflottilj (F 15) i Söderhamn 1960-1965 och var chef för Östgöta flygflottilj (F 3) i Malmslätt 1965-1971.

## Utmärkelser
- Riddare av Svärdsorden, 1952.[1]
- Kommendör av Svärdsorden, 6 juni 1964.[2]
- Kommendör av första klass av Svärdsorden, 6 juni 1967.[3]